# Idrossibenzofenone
Gli idrossibenzofenoni sono una classe di composti chimici utilizzati come intermedi sintetici nell'industria chimica, ad esempio nei farmaci, nelle tinture, nei profumi, nei prodotti chimici per l'agricoltura, negli esplosivi, nelle materie plastiche e nelle vernici.
Insieme ai benzoilfenoli, sono i rappresentanti più numerosi e utilizzati degli acilfenoli. Questi composti possono subire ciclizzazione per formare xantoni. I composti più semplici hanno formula chimica {\displaystyle {\ce {C13H10O2}}}.
Fanno parte di questa classe di composti:
- il 2-idrossibenzofenone[5]
- il 3'-idrossibenzofenone[6]
- il 4-idrossibenzofenone[7]
- il 2,4-diidrossibenzofenone[8]
- il 2,3′-diidrossibenzofenone
- il 2′,5′-diidrossibenzofenone
- il 2,6-diidrossibenzofenone[9]
- il 4,4'-diidrossibenzofenone[10]
- il 2,2′,4,4′-tetraidrossibenzofenone
- i 2-idrossi-2′-metossibenzofenoni
- il 2,3′,4,6-tetraidrossibenzofenone
- i 2-alogeno-2′-metossibenzofenonei
- il 2,4,5′-triidrossi-2′-metossi-3-metilbenzofenone
- il 2,4,6,3′,4′-pentaidrossibenzofenone[9]